# Fejervarya cancrivora
Fejervarya cancrivora é uma espécie de anfíbio anuro da família Ranidae encontrado no Sudeste Asiático, desde as Filipinas até o litoral leste da Índia. Esta espécie é notável por ser uma das únicas espécies de rã conhecidas a tolerar a água salgada, sendo frequentemente encontrada em manguezais e podendo permanecer no oceano por curtos períodos.